# 阿干镇
阿干镇，是中华人民共和国甘肃省兰州市七里河区下辖的一个镇，位于七里河区南部山区:80。

## 行政区划
阿干镇下辖以下地区：
大水子社区、石门沟社区、高林沟社区、中街社区、烂泥沟社区、马泉村、琅峪村、山寨村、深沟掌村、马场村、大水子村、阿干村、坪岭村、大沟村、杨家场村、铁冶村和西沟村。